# Пески (Калужская область)
Пески — деревня в Перемышльском районе Калужской области, в составе муниципального образования Сельское поселение «Деревня Песочня».

## География
Расположена в 54 километрах на северо-восток от районного центра — села Перемышль и в 11 километрах к северу от федеральной автодороги Р-132 «Золотое кольцо», на южном берегу реки Оки. Рядом одноимённый коттеджный посёлок.

## Население
| 2002 | 2010 |
| ---- | ---- |
| 5    | ↘1   |

## История
Располагается на месте существовавших в XVIII—XX веках деревни Переделы и села Жарки. Деревня Жарки впервые упоминается в 1736 году, в Писцовой книге Алексинского уезда в стану Калужской приписки:  

... и пашни в ней 30 четвертей и записана она за Андреем Григорьевым, сыном Кологривова...— Усадьба Жарки и судьбы её владельцев.
В атласе Калужского наместничества, изданного в 1782 году, — Переделы и Жарки обозначены на карте Калужского уезда и принадлежали представителям рода Кологривовых. В XIX веке на месте современной деревни Пески и коттеджного посёлка выделялась Господская деревня Жарки с паромной переправой через Оку. 
В годы Великой Отечественной войны в ходе Калужской наступательной операции 1941 года, в этих местах направлением на Калугу наступали части 50-й армии генерал-лейтенанта И. В. Болдина.